# Laurence Vincendon
Pour les articles homonymes, voir Vincendon.
Laurence Irène Vincendon, née le 2 octobre 1951 à Neuilly-sur-Seine et morte le 13 avril 2003 à Grisy-les-Plâtres (Val-d'Oise), est une actrice française.

## Biographie
Héroïne du feuilleton Christine (1975), elle joue la même année aux côtés de Jean Sorel et Gisèle Casadesus dans Une vieille maîtresse de Jacques Trébouta. 
Elle opère un retour remarqué[réf. souhaitée] sur le grand écran en 1994 dans Bonsoir de Jean-Pierre Mocky, où elle incarne la sœur horrible de Caroline. Ce sera sa dernière apparition au cinéma.
Très jeune, elle fut l'épouse de Jean-Michel Ribes dont elle divorça rapidement.

## Filmographie

### Télévision
- 1973 : La Porteuse de pain de Marcel Camus : Lucie Fortier
- 1974 : Les Cinq Dernières Minutes de Claude Loursais, épisode Fausses notes : Sophie Cléry
- 1974 : Les Enquêtes du commissaire Maigret, épisode Maigret et la jeune morte
- 1980 : Les Aventures de Thomas Gordon, mini-série de Régis Forissier : Marjorie Everton
- 1987 : Le Gerfaut, mini-série de Marion Sarraut : Madame Campan

### Cinéma
- 1974 : Un linceul n'a pas de poches de Jean-Pierre Mocky : la jeune bonne sœur
- 1977 : Black-out de Philippe Mordacq : la secrétaire
- 1994 : Bonsoir de Jean-Pierre Mocky : Catherine Winberg

## Théâtre
- 1974 : L'Odyssée pour une tasse de thé de Jean-Michel Ribes, mise en scène de l'auteur, au Théâtre de la Ville (19 février) : Nausicaa.
- 1975 : La Poisson de René Gaudy, mise en scène de Michel Berto, au Théâtre Paul Éluard de Choisy-le-Roi (16 avril).